# Fierabras

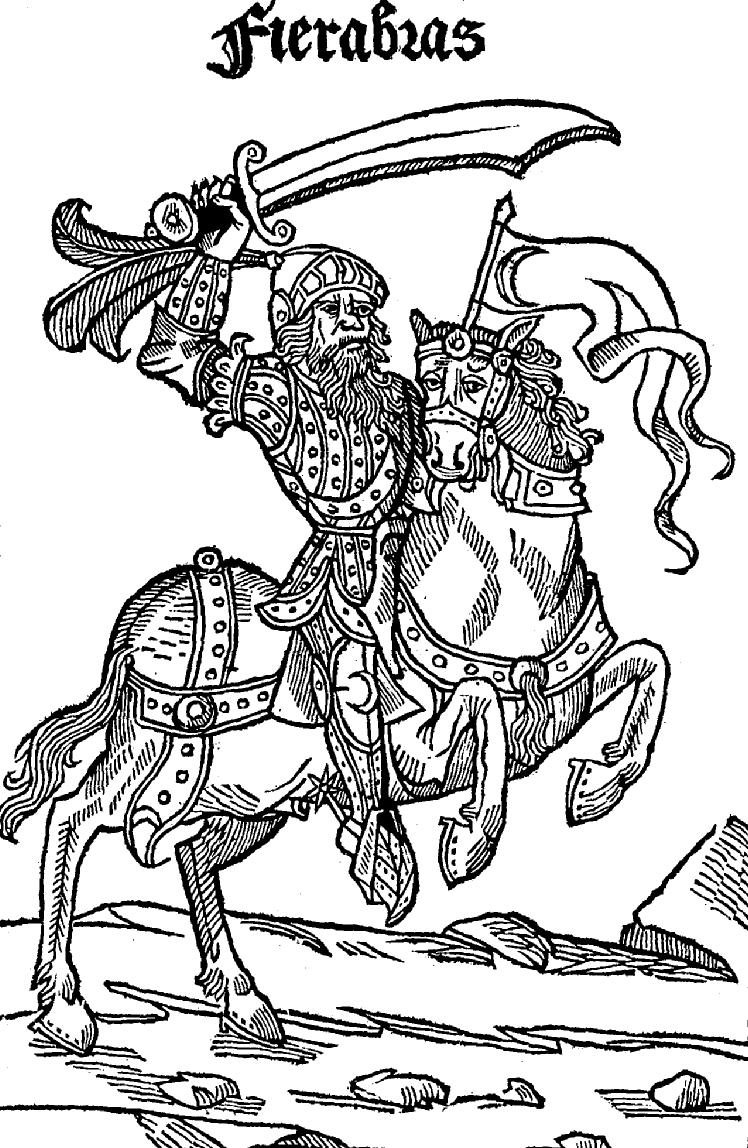
Buchillustration aus dem 15. Jahrhundert

Fierabras ist ein altfranzösisches Heldenepos (chanson de geste) des 12. Jahrhunderts aus dem Sagenkreis um Karl den Großen. Es erzählt vom Riesen Fierabras, einem heidnischen Sarazenen, der vom christlichen Ritter Olivier in Spanien besiegt und zum Christentum bekehrt wird.
Der Stoff inspirierte Cervantes und Calderón. Franz Schubert schrieb eine Oper Fierrabras (1823, D 796).
Auch in den Deutschen Volksbüchern von Karl Simrock ist ein Fierabras enthalten.

## Ausgaben
- Immanuel Bekker (Hrsg.): Der Roman von Fierabras, Provenzalisch. G. Reimer, Berlin 1829 (Digitalisat in der Google-Buchsuche).
- Fierebras. Legende Nationale. Traduite par Mary Lafon. Librairie Nouvelle, Paris 1857 (mit 12 Holzstichtafeln von Gustave Doré).
- Auguste Kroeber, Gustave Marie Joseph Servois (Hrsg.): Fierabras: chanson de geste (= Les Anciens poetes de la France. v. 4, no. 1) F. Vieweg, 1860 (Digitalisat in der Google-Buchsuche).
- Fierabras: chanson de geste du XIIe siècle. Éd. par Marc Le Person (= Les Classiques français du moyen âge; 142). Champion, Paris 2003, ISBN 2-7453-0694-4.
- Johann Gustav Büsching, Friedrich Heinrich von der Hagen (Hrsg.): Buch der Liebe. Erster Band. Hitzig, Berlin 1809, S. 143–268 (Digitalisat). Prosa-Nacherzählung in deutscher Sprache.
- Karl Simrock (Hrsg.): Die deutschen Volksbücher. Gesammelt und in ihrer ursprünglichen Echtheit wiederhergestellt. Band 7. Brönner, Frankfurt am Main 1850, S. 1–166 (Digitalisat).